# William Langland
William Langland (c. 1332 – c. 1386) és el suposat autor de l'obra anglesa del segle XIV Piers Plowman (Pere el Llaurador).

## Vida
L'atribució del Piers a Langland es basa principalment en l'evidència que forneix un manuscrit custodiat al Trinity College de Dublín (MS 212). Aquest directament atribueix "Perys Ploughman" a un "Willielmi de Langlond", fill de "Stacy de Rokayle, mort a Shipton-under-Wychwood, un tenant (parcer o arrendatari) de Lord Spenser en el comtat d'Oxfordshire". Un altre manuscrit també anomena l'autor com a "Robert or William langland", or "Wilhelmus W." (segurament abreviació de "William of Wychwood"). El propi poema sembla apuntar cap a l'autoria de Langland'. En un passatge el narrador diu: "I have lyved in londe...my name is longe wille" (B.XV.152). Això es pot interpretar com una referència codificada al nom del poeta, com era propi de molta de la literatura de la baixa edat mitjana (per exemple, els acròstics, de Villon a Le Testament). Tot i que les evidències semblen magres, l'autoria de Langland ha estat àmpliament acceptada pels comentaristes des dels anys vint del segle xx. No està, malgrat tot, totalment fora de disputa, tal com el recent treball de Stella Pates i C. David Benson ha posat de manifest.
De la vida de Langland no se'n coneix pràcticament res.